# Sanden, Jokkmokks kommun
Sanden är en ort i Jokkmokks kommun, Norrbottens län.
Vid folkräkningen hade orten elva invånare och i mars 2017 fanns det enligt Ratsit åtta personer över 16 år registrerade med orten som adress.